# Max Brückner

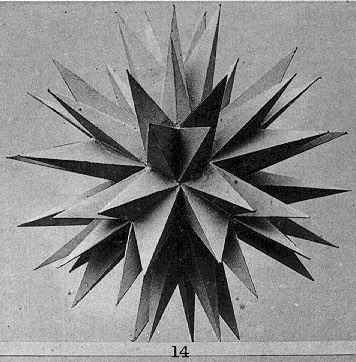
Fotografia lui Brückner cu stelarea finală a icosaedrului, un poliedru stelat studiat pentru prima dată de Brückner

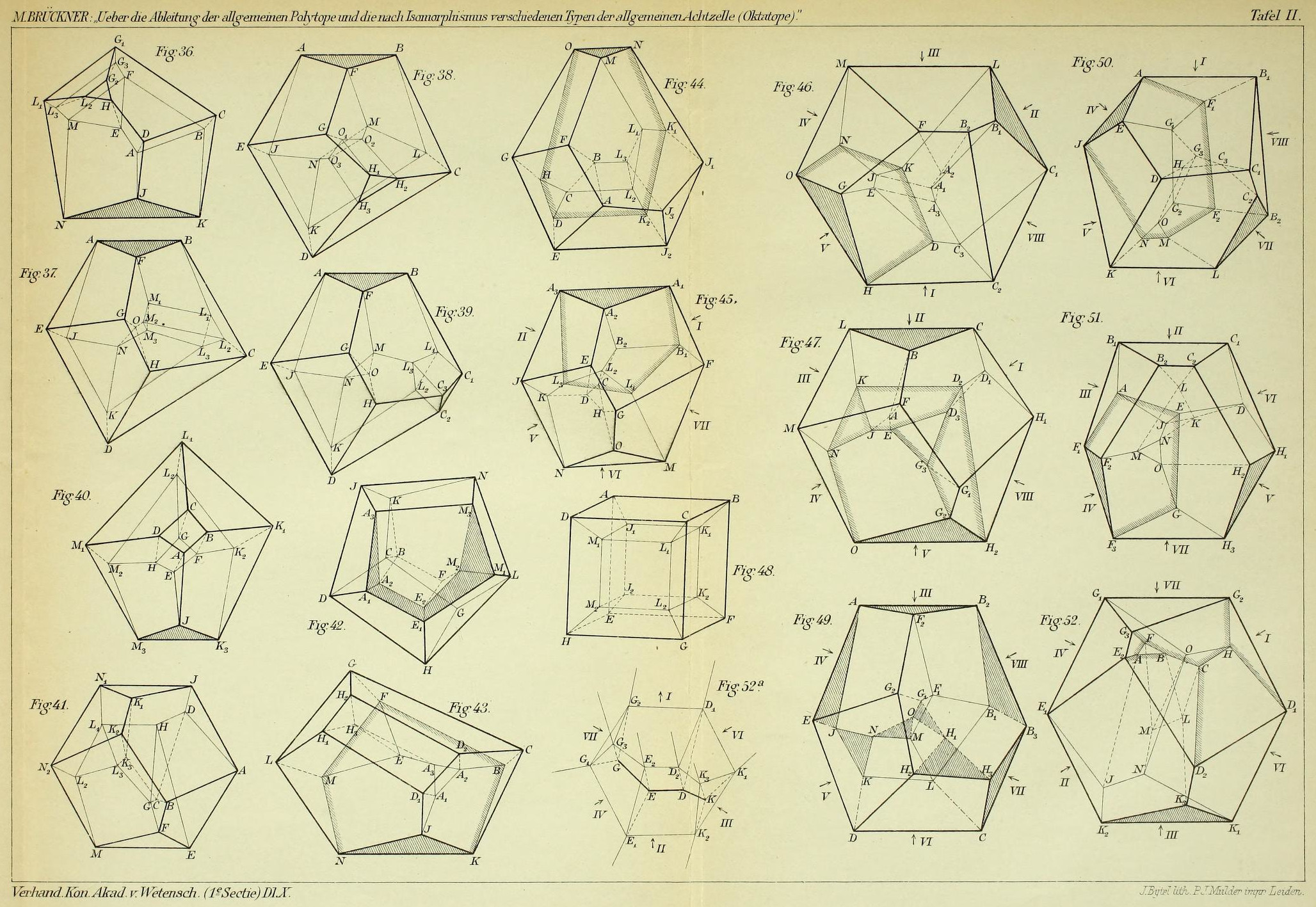
Desene de 4-politopuri într-un eseu din 1909

Johannes Max Brückner (n. 5 august 1860, Zittau, Confederația Germană, Germania – d. 1 noiembrie 1934, Bautzen, Regatul Saxoniei, Germania) a fost un geometru german, cunoscut pentru colecția sa de modele poliedrice.

## Formare și carieră
Brückner s-a născut la Hartau, în Regatul Saxoniei, oraș care acum face parte din Zittau, Germania. Și-a luat doctoratul la Universitatea din Leipzig în 1886, sub conducerea lui Felix Klein și Wilhelm Scheibner, cu o teză referitoare la transformările conforme. După ce a predat la o școală generală din Zwickau, s-a mutat la gimnaziul din Bautzen.
Brückner este cunoscut pentru realizarea multor modele geometrice, în special pentru poliedre stelate și poliedre uniforme, pe care le-a descris în cartea sa Vielecke und Vielflache: Theorie und Geschichte (în română Poligoane și poliedre: Teorie și istorie), Leipzig: B. G. Teubner, 1900. Formele studiate pentru prima dată și prezentate în această carte cuprind stelarea finală a icosaedrului și compusul de trei octaedre, ultimul fiind făcut celebru prin imprimarea xilogravurii Stele de M. C. Escher.
Joseph Malkevitch enumeră publicarea acestei cărți, care descria tot ceea ce se știa despre poliedre în acel moment, drept una dintre cele 25 de repere din istoria poliedrelor. Malkevitch scrie că „imaginile frumoase ale poliedrelor uniforme ale cărții... au servit ca inspirație pentru oameni mai târziu”.
Brückner a murit la 1 noiembrie 1934, în Bautzen.

## Onoruri
Brückner a fost vorbitor invitat la Congresele Internaționale al Matematicienilor din 1904, 1908, 1912 și 1928.
În 1930–1931 și-a donat colecția sa de modele Universității din Heidelberg, iar universitatea i-a acordat, la rândul său, un doctorat onorific în 1931, cu o teză despre modelele matematice ale poliedrelor stelate.

## Lucrări publicate
- Die Elemente der vierdimensionalen Geometrie mit besonderer Berücksichtigung der Polytope, Jahresbericht des Vereins für Naturkunde zu Zwickau 1893
- Vielecke und Vielflache – Theorie und Geschichte, Teubner, Leipzig, 1900
- Über die gleicheckig-gleichflächigen, diskontinuierlichen und nichtkonvexen Polyeder. în Abhandlungen der kaiserlichen leopoldinisch-carolinischen deutschen Akademie der Naturforscher, vol. 86, p. 1–348, Halle 1906.
- Über die Ableitung der allgemeinen Polytope und die nach Isomorphismus verschiedenen Typen der allgemeinen Achtzelle (Oktatope), Verhandelingen der Koninklijke Akademie van Wetenschappen, Amsterdam 1909